# Château d'Aubigny (Cahagnes)
Pour les articles homonymes, voir château d’Aubigny.
Le château  d'Aubigny est une demeure, du XVe siècle remaniée au XVIIe siècle, qui se dresse sur le territoire de la commune française de Cahagnes, dans le département du Calvados, en région Normandie.
Le château est partiellement inscrit aux monuments historiques.

## Localisation
Le château d'Aubigny est situé sur la commune de Cahagnes, dans le département français du Calvados.

## Historique
Le château est l'ancien siège de la seigneurie d'Aubigny crée probablement au XIIIe ou au XIVe siècle et qui est la plus vaste du territoire de Cahagnes.
La famille Novince d'Aubigny, anoblie en 1568 sous le règne de Charles IX, a pour armoiries d'or au lion de gueules, au chef du même chargé de trois roses d'argent,.

## Description
Le logis, bâti en schiste, date du XVe siècle. L'édifice connait des transformations profondes dans la première moitié du XVIIe siècle , en particulier le logis central qui est refait.

## Protection aux monuments historiques
Les façades et les toitures ainsi que la grande salle du rez-de-chaussée avec sa cheminée, et la pièce attenante avec sa cheminée et la pièce de la tour nord-est avec sa cheminée sont inscrites au titre des monuments historiques par arrêté du 15 novembre 2010.